# Brujería en Chile

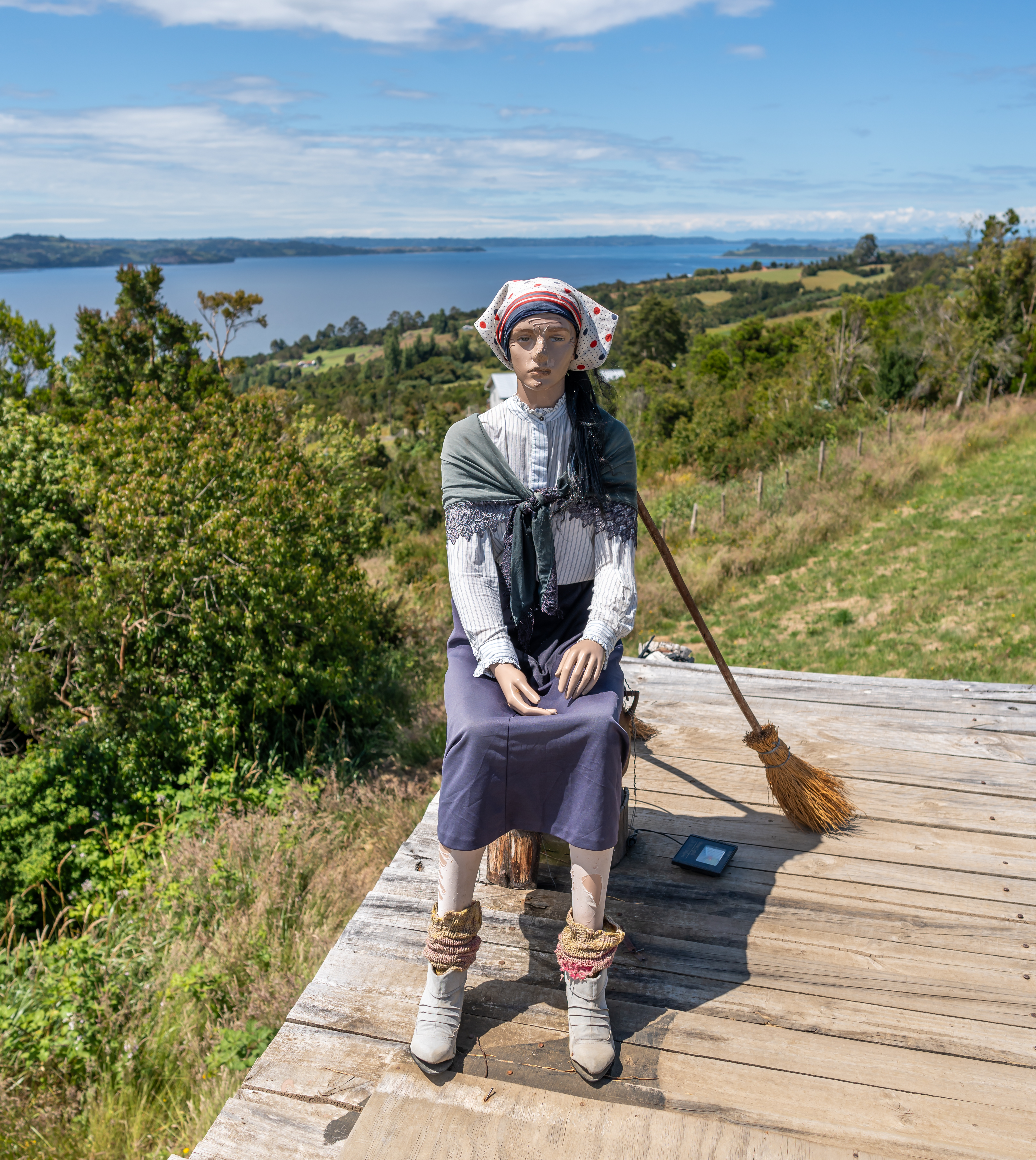
Figura de una bruja en el Muelle Los Brujos, en la Isla Lemuy, en la provincia de Chiloé

La práctica de la brujería en Chile, entendida como el conjunto de creencias y conocimientos relacionados con las actividades de quienes se dedican a esta tradición, llamados brujos, en el actual territorio de dicho país, posee una rica historia. Según el contexto histórico y la ubicación geográfica, la utilización de la magia en este ámbito ha adquirido diversas connotaciones y niveles de impacto en la sociedad donde se ha usado, lo cual puede variar desde un respeto como autoridad en el ámbito de lo espiritual, como también rechazo, miedo y persecución. Asimismo, es importante destacar que la conceptualización de lo que se puede clasificar como prácticas de brujería varía significativamente según el contexto, abarcando desde la adivinación y la invocación de entidades sobrenaturales, ya sea a través de la realización de conjuros o la creación de herramientas destinadas a tales propósitos.El brujo es también una de las figuras antropomórficas más importantes del folclore chileno.

## Historia

### Época precolombina
Existen diferencias conceptuales en relación a los alcances de la brujería por los pueblos indígenas de Chile. La evidencia historiográfica escrita que hay sobre estas prácticas se encuentran en la documentación de cronistas en la época del descubrimiento y conquista de Chile, quienes de acuerdo a su sesgo religioso, algunas descripciones de lo que observaron están cargadas de adjetivos peyorativos, demonizaciones y prejuicios. De acuerdo a la Crónica de Vivar, los pueblos diaguitas, ubicados en el Norte del país, recurrían con frecuencia a rituales de adivinación donde incorporaban elementos que pueden ser considerados como parte del animismo, a su vez vinculado estrechamente con la brujería:

«Hablan con el demonio los que más por amigos se le dan y éstos son tenidos de los demás. Creen y usan de las predestinaciones que aquellos les dicen...»
Jerónimo de Vivar (extracto de Crónica y relación copiosa y verdadera de los reinos de Chile)

Para los diferentes pueblos mapuches, las prácticas relacionadas con estos asuntos era homogénea a lo largo de su distribución territorial. El calcu es un brujo dedicado a practicar la magia negra con el objetivo de hacer daño, a diferencia del machi, quien es un líder espiritual de la religión mapuche, quien además fungía como curandero, siendo sus acciones vinculadas al bien. Al calcu se le atribuyen poderes mágicos, como la capacidad de transformarse en un chonchón o tuetué. El dungulfe es un adivino con la capacidad de descubrir alguna acción maligna realizada por un calcu (kalkutun en idioma mapuche).

### Chile colonial
Con la llegada de los conquistadores españoles al territorio chileno, algunas prácticas espirituales y religiosas practicadas por los indígenas pasaron a ser consideradas como herejías, de acuerdo a la teología y moral de la Iglesia católica en el Chile colonial, con sanciones para quienes fueran sorprendidos en alguna práctica asociada a la brujería o hechicería, mientras otras fueron mezcladas con el paso del tiempo en un sincretismo religioso.
Con el propósito de regular las prácticas de adivinación y hechicería en el territorio americano del Imperio español, en 1570 se instituyó el Tribunal del Santo Oficio de la Inquisición como parte de las directrices de la Inquisición en América. Este tribunal tenía competencias limitadas solo a las prácticas llevadas a cabo por españoles. A nivel continental, se establecieron únicamente dos tribunales, localizados en Ciudad de México y Lima, las capitales de los virreinatos de Nueva España y del Perú, respectivamente. En consecuencia, los casos originados en Chile eran gestionados administrativamente por la arquidiócesis de Lima, que a su vez implementó comisarías en diversas diócesis del actual territorio chileno. Debido a la falta de funcionarios idóneos y una baja entrega de recursos materiales y económicos para esta tarea, la persecución a brujos y adivinos fue más laxa en la gobernación de Chile en relación a otros territorios españoles en el continente americano, resumiéndose a un par de casos durante los años que el tribunal estuvo activo, por lo que no hubo una caza de brujas.
En 1579, fue conocido el juicio a María de Encío —abuela paterna de Catalina de los Ríos y Lísperger, conocida popularmente como La Quintrala—, quien fue acusada de diferentes cargos, entre ellos practicar la quiromancia; sin embargo, y debido a la falta de evidencia y que quienes testificaron en su contra eran públicos enemigos suyos, tuvo una sanción menor de una multa y ejercicios espirituales. Ella solo confesó que contactó a una mujer indígena para que la ayudase con un conjuro de amor y la adivinación para saber si su hijo que fue a la guerra estaba vivo o muerto.

### Post-independencia
Una vez obtenida la independencia del país y como parte de un paulatino proceso de secularización del Estado chileno, en 1862, Benjamín Vicuña Mackenna fue uno de los pioneros en publicar un documento bajo una perspectiva crítica sobre lo negligente e inequitativo que fueron los fallos emitidos por el tribunal inquisidor de Lima para los casos en Chile.
En el archipiélago de Chiloé es donde se ha desarrollado toda una cultura relacionada con la brujería. Entre los siglos XVIII y principios del siglo XX, un grupo de brujos denominados como La Mayoría, denominó a las islas como la Recta Provincia. En 1880, el gobernador de Chiloé, Luis Martiniano Rodríguez, inició un juicio en el Juzgado de Ancud por asociación ilícita contra esta agrupación de autodenominados brujos, quienes ejercían una fuerte influencia y creaban temor en la sociedad chilota. Los brujos contaban con una red de colaboradores, los cuales simulaban en paralelo acciones del Estado chileno. Tras el fallo judicial que ordenó su disolución, el grupo se desarticuló y desapareció del escenario local, pasando a ser parte de las leyendas de Chiloé.
Entre 1973 y 1989, Eugenia Pirzio-Biroli, una mujer esotérica nacida en Italia y conocida como la "bruja de Augusto Pinochet", debido a su vínculo con el dictador, fue designada como alcaldesa de la comuna de Cisnes, en la Región de Aysén del General Carlos Ibáñez del Campo. Ella era consultada por Pinochet como vidente, además de leerle su carta astral y otros asuntos del esoterismo referidos a su gobierno y gestión, incluido el atentado contra su vida y el resultado del plebiscito de 1988.

### SigloXXI
Con la llegada de inmigrantes desde otros países latinoamericanos en el siglo XXI, se ha vuelto más frecuente en el territorio chileno las prácticas y tradiciones asociadas a la magia negra, el animismo y la santería, las cuales pueden ser vinculadas, de manera equívoca o inequívoca, con la brujería.
Según un estudio publicado en la revista PLOS ONE en 2022, una encuesta llevada a cabo en 95 países, entre ellos Chile, indicó que el 52 por ciento de los participantes chilenos manifestaba creencias en la brujería, lo que sitúa a esta población entre las más altas del estudio. Por su parte, el Centro de Estudios Públicos (CEP) realiza anualmente encuestas sobre la percepción y la creencia de los habitantes de Chile sobre distintas cuestiones de índole espiritual y religioso. En octubre de 2024, dicho sondeo reveló que el 67% de los encuestados cree en el mal de ojo o en la capacidad sobrenatural que tenga una persona para transmitir un maleficio a otra.